# Gesetz von Malus
Das Gesetz von Malus (nach Étienne Louis Malus), seltener auch malussches Gesetz genannt, beschreibt die Intensität {\displaystyle I} einer linear polarisierten elektromagnetischen Welle der Anfangsintensität {\displaystyle I_{0}} nach dem Durchgang durch einen idealen Polarisator in Abhängigkeit vom Winkel {\displaystyle \alpha }, um den die optische Achse des Polarisators gegen die Polarisationsrichtung der Welle verdreht ist: 
{\displaystyle I=I_{0}\cos ^{2}\left(\alpha \right)}
Die durchgelassene Strahlung wird in der Richtung des Filters polarisiert, die restliche Intensität (proportional zu {\displaystyle \sin ^{2}\alpha }) wird im Falle eines Polarisationsfilters absorbiert, im Falle eines polarisierenden Strahlteilers reflektiert.